# Cullera de fusta
La cullera de fusta (Wooden spoon en anglès), referit al Torneig de les Sis Nacions de rugbi, és el terme amb el qual es coneix al trofeu atorgat a l'equip que al final de la competició no ha sumat cap punt.
L'origen de la cullera de fusta està a la universitat de Cambridge el 1824. En aquesta universitat, els alumnes eren distribuïts en tres grups. L'inferior era el denominat com tros de fusta o alguna cosa similar a les serradures. Aquesta expressió evolucionaria anys més tard a Cullera de Fusta, fent referència a la dita anglesa néixer amb una cullera de plata.

## «Palmarès» per nació des de 1884
| Equip          | Anys                                                                                     |
| -------------- | ---------------------------------------------------------------------------------------- |
| Escòcia (15)   | 1902, 1911, 1914, 1947, 1952, 1953, 1954, 1968, 1978, 1980, 1985, 1994, 2004, 2012, 2015 |
| Irlanda (13)   | 1884, 1885, 1886, 1891, 1895, 1909, 1960, 1977, 1981, 1984, 1986, 1992, 1998             |
| Itàlia (9)     | 2001, 2002, 2005, 2009, 2014, 2016, 2017, 2018, 2019                                     |
| França (8)     | 1910, 1912, 1913, 1914, 1920, 1925, 1929, 1957                                           |
| Anglaterra (7) | 1899, 1901, 1903, 1905, 1907, 1972, 1976                                                 |
| Gal·les (5)    | 1889, 1892, 1990, 1995, 2003                                                             |

### De 1882 a 1909
| Nació      | Anys                               |
| ---------- | ---------------------------------- |
| Irlanda    | 1884, 1885, 1886, 1891, 1895, 1909 |
| Anglaterra | 1899, 1901, 1903, 1905, 1907       |
| Gal·les    | 1889, 1892                         |
| Escòcia    | 1902                               |

### De 1910 a 1999
| Nació      | Anys                                                             |
| ---------- | ---------------------------------------------------------------- |
| Escòcia    | 1911, 1914, 1947, 1952, 1953, 1954, 1968, 1978, 1980, 1985, 1994 |
| França     | 1910, 1912, 1913, 1914, 1920, 1925, 1929, 1957                   |
| Irlanda    | 1960, 1977, 1981, 1984, 1986, 1992, 1998                         |
| Anglaterra | 1972, 1976                                                       |
| Gal·les    | 1990, 1995                                                       |

### Des de 2000
| Nació   | Anys                                                 |
| ------- | ---------------------------------------------------- |
| Itàlia  | 2001, 2002, 2005, 2009, 2014, 2016, 2017, 2018, 2019 |
| Escòcia | 2004, 2012, 2015                                     |
| Gal·les | 2003                                                 |

 Anglaterra,  França i  Irlanda  no tenen cap cullera de fusta d'aquest període.